# Veliki Vrh Kamanjski
Veliki Vrh Kamanjski – wieś w Chorwacji, w żupanii karlowackiej, w gminie Kamanje. W 2011 roku liczyła 65 mieszkańców.